# Georgios Karaiskakis (municipio)
Georgios Karaiskakis (en griego: Γεώργιος Καραϊσκάκης) es un municipio de la unidad periférica de Arta, an la periferia de Epiro, Grecia. El nombre del municipio procede de Georgios Karaiskakis, líder de la Guerra de independencia de Grecia. La sede del municipio se encuentra en la localidad de Ano Kalentini.

## Municipio
El actual municipio de Georgios Karaiskakis se formó tras la reforma de gobiernos locales de 2011 por la fusión de los siguientes 3 municipios anteriores, que se convirtieron en unidades municipales:
- Georgios Karaiskakis
- Irakleia
- Tetrafylia